# Ambloplisus mendicus
Ambloplisus mendicus là một loài tò vò trong họ Ichneumonidae.